# 안영일 (예술가)
안영일(1934년 ~ 2020년 12월 20일)은 한국계 미국인 예술가이다. 캘리포니아주 로스앤젤레스에서 생활하고 일했다. 고국 한국의 신동으로 간주되는 안영일은 1966년 미국에 정착했다. 그의 화풍은 대체로 추상적이며 주변의 자연 환경의 영향을 받는 경향이 있다.

## 생애
1934년 한국 개성에서 태어나 1958년 서울대학교에서 미술학사를 받았다.